# Gamaliel (Kentucky)
Pour les articles homonymes, voir Gamaliel.
Ne pas confondre avec un tanna de la Mishna, Gamaliel l’Ancien.
La ville de Gamaliel (en anglais [ɡəˈmeɪliə]) est située dans le comté de Monroe, dans l’État du Kentucky, aux États-Unis. Sa population s’élevait à 376 habitants lors du recensement de 2010, estimée à 363 habitants en 2016.

## Source
- (en) Cet article est partiellement ou en totalité issu de l’article de Wikipédia en anglais intitulé « Gamaliel, Kentucky » (voir la liste des auteurs).